# Saka saka
Pour les articles homonymes, voir Saka.

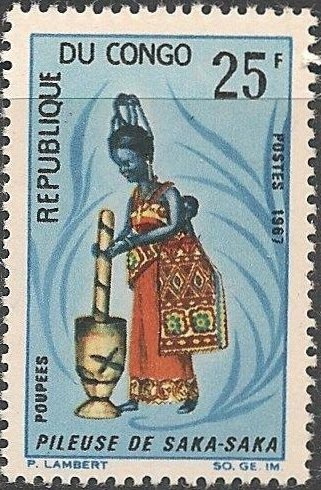
Pileuse de saka-saka (timbre émis en 1967 en République du Congo).

Le saka saka est un plat d'Afrique centrale, d'Afrique de l’Ouest et des Comores (Afrique de l’Est) à base de feuilles de manioc pilées puis bouillies. L’appellation de ce plat varie d'un pays à l’autre, d'une langue africaine à l’autre.

## Préparation
La façon de cuisiner le saka saka varie selon les pays, voire selon les ethnies. Le plat peut être préparé avec de l'huile de palme, de la pâte d'arachide, de la poudre d'arachide, de l'huile, du maïs, de la papaye ou encore du lait de coco et peut être consommé avec du manioc, du pain, de la banane plantain, de l'igname ou encore avec du riz.

## Exemple d'une autre appellation
Le saka saka s'appelle en République démocratique du Congo et en République du Congo pondu, un terme qui vient du lingala et qui se prononce « pondou ». Dans l'archipel des Comores, il est nommé mataba.

## Galerie

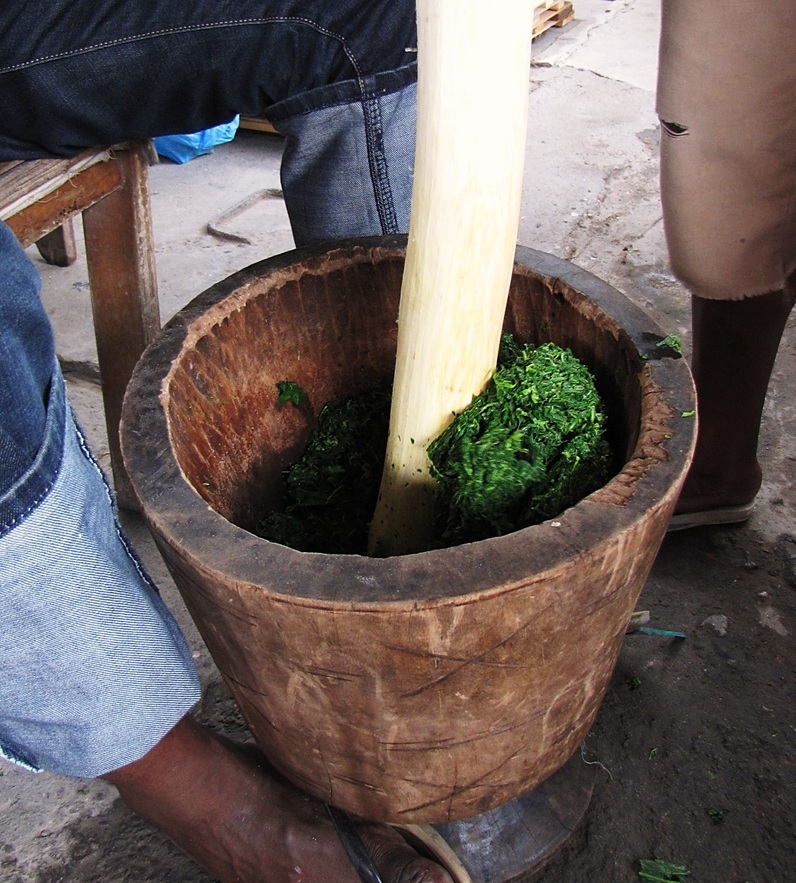
Pilage des feuilles de manioc.
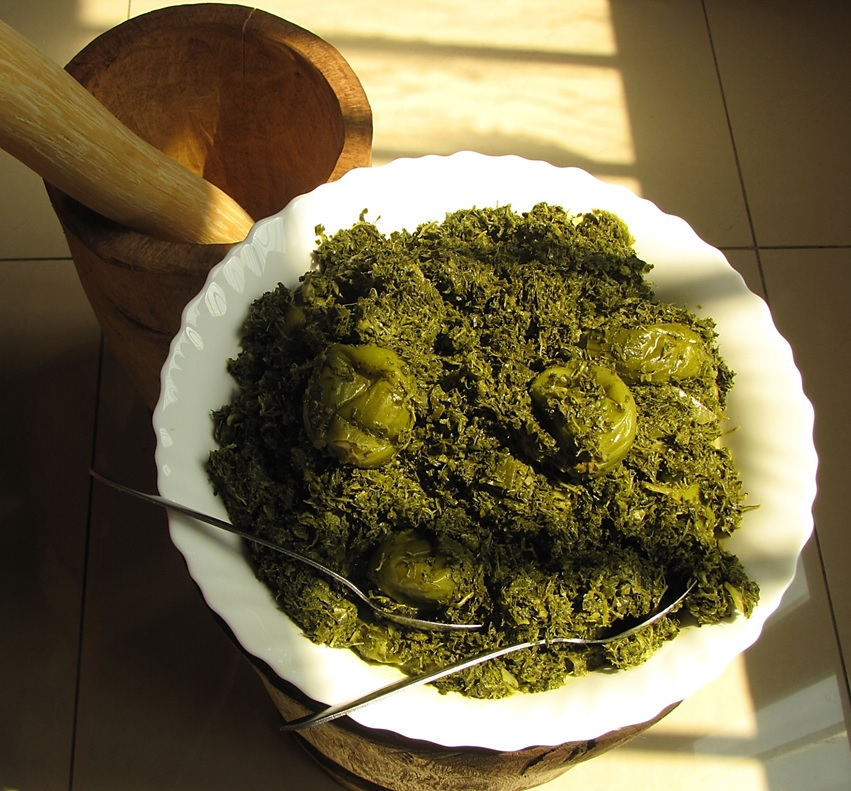
Plat de saka saka.
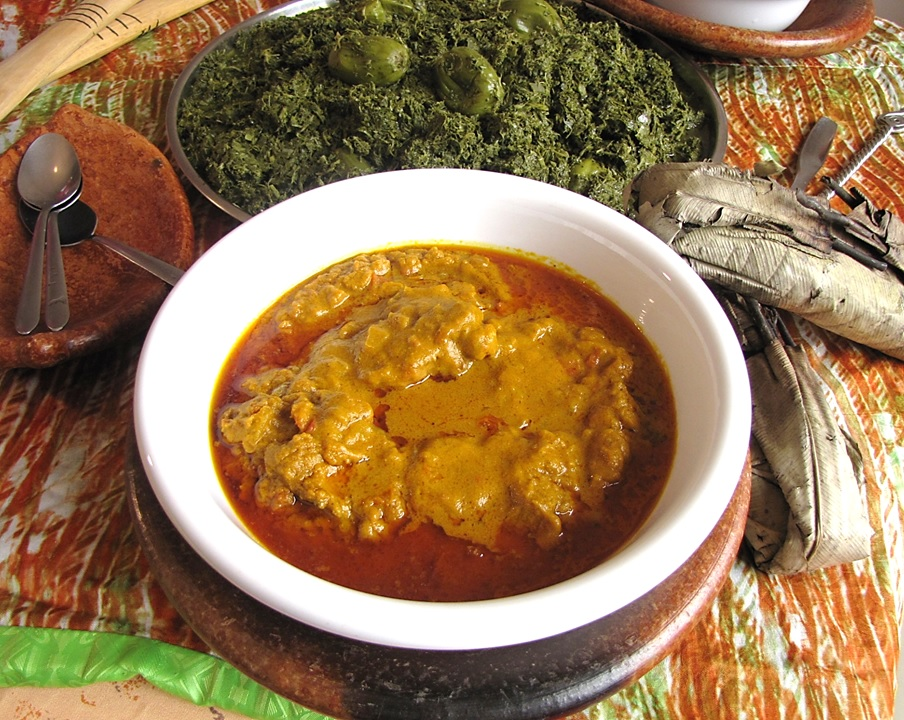
Saka saka accompagnant le moambe.